# ۱۱ ذی‌الحجه
۱۱ ذیحجه، یازدهمین روز از ماه ذیحجه در تقویم هجری قمری است.
در تقویم هجری قمری قراردادی این روزسیصد و سی و ششمین روز سال است.

## درگذشتگان
- «محمدبن عمر واقدی» مورخ معروف (۲۰۷ ق)
- ۷۳۳، اسماء سالم، بانوی محدث شامی.
- ۸۵۵ - احمد تُرابی، صوفی مصری.
- آیت اللَّه «میرزا جواد ملکی تبریزی»، استاد بزرگ اخلاق و عالم عارف (۱۳۴۴ ق)
- آیت اللَّه «سید علی ممتازالعلما»، فقیه امامی (۱۳۵۵ ق)